# 扎姆法拉綁架案
扎姆法拉綁架案发生在2021年2月26日，当时位於奈及利亞扎姆法拉州的一所寄宿学校中有279名12歲至17岁的女孩被武装人員绑架。劫持學生作为人质以索取赎金在尼日利亚已相当普遍。武装集团经常以奈及利亞当地人和低收入人口为綁架目标。由于大多数人都愿意为挽救自己的孩子而支付贖金，這些贖金为武装集团提供了稳定的收入来源。
2021年3月2日，州長貝洛·馬塔瓦萊（Bello Matawalle）在推特表示被擄女孩已獲得釋放。